# Parque nacional de Castel
Parque nacional Castel (en hebreo: גן לאומי קסטל) es un parque nacional israelí que consiste en una cumbre fortificada situada en las montañas de Judea, en el lugar donde se encontraba el antiguo pueblo árabe de Al-Qastal. Se encuentra a 8 km al oeste de Jerusalén en la carretera que la une a Tel Aviv (Autopista 1).
El sitio es conocido sobre todo como el lugar donde se produjeron las batallas clave de la Operación Najshón, que se desarrolló allí en abril de 1948, en la que los cazas israelíes derrotaron a los combatientes árabes durante la guerra árabe-israelí de 1948. El parque nacional incluye un monumento a los soldados israelíes que murieron en las batallas que ocurrieron allí (incluyendo un monumento diseñado en 1980 por Yitzhak Yamin) y un monumento para los vehículos blindados que intentaron romper el bloqueo de Jerusalén durante la guerra.